# Biografielijst Su

## Su
- Su Bingtian (1989), Chinees atleet
- Su Tong (1963), Chinees schrijver
- Su Yiming (2004), Chinees snowboarder

## Sua

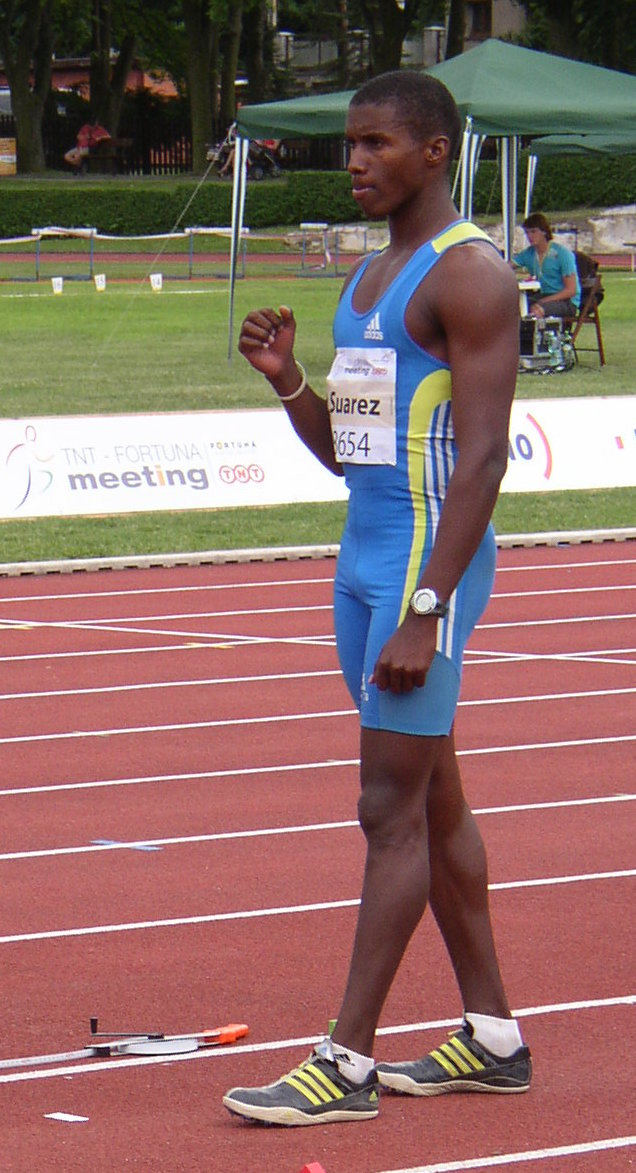
Leonel Suárez

- Adolfo Suárez (1932-2014), Spaans minister-president
- Leonel Suárez (1987), Cubaans atleet
- Luis Suárez (1987), Uruguayaans voetballer
- Luis Suárez Miramontes (1935-2023), Spaans voetballer
- Paola Suárez (1976), Argentijns tennisster
- Kevin Suárez Fernández (1994), Spaans veldrijder

## Sub
- Danijel Subašić (1984), Kroatisch voetbaldoelman
- Subbaraman Vijayalakshmi (1979), Indiaas schaakster
- Pedro Subido (1930-2013), Filipijns atleet en bondscoach
- Su Bingtian (1989), Chinees atleet

## Suc
- Alec John Such (1951-2022), Amerikaans bassist
- Vladimír Suchánek (1933), Tsjechisch grafisch kunstenaar

## Sud
- Monnette Leigh Sudler (1952-2022), Amerikaans jazzmuzikant

## Sue

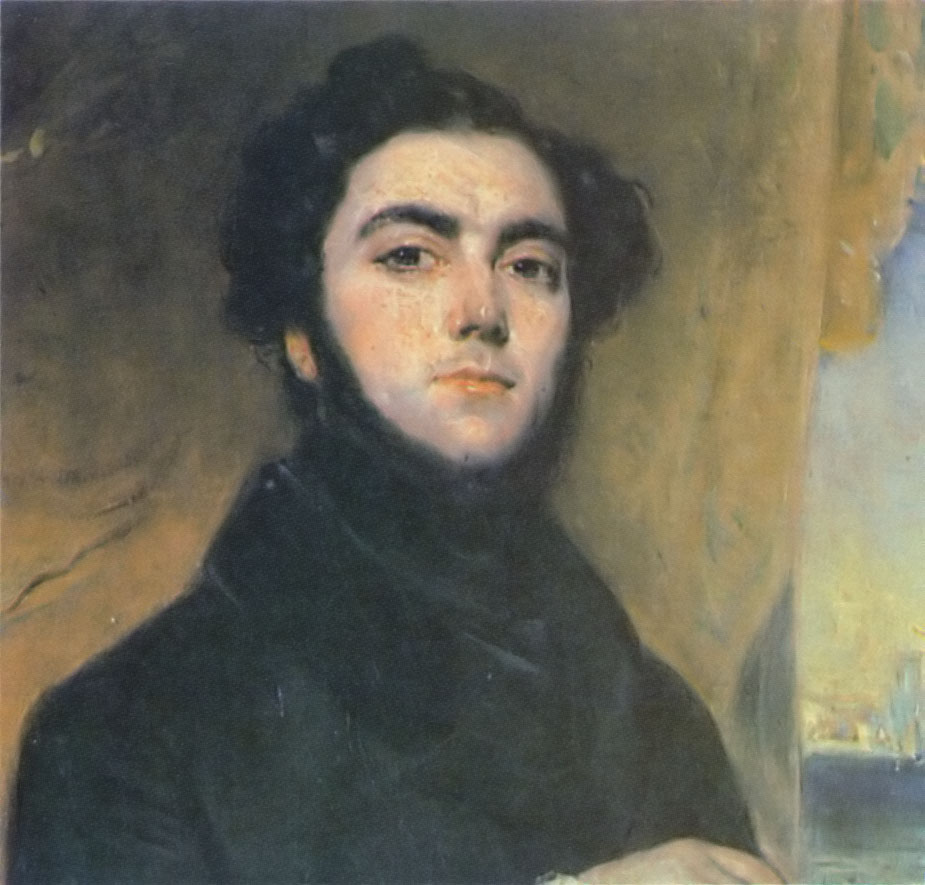
Eugène Sue

- Eugène Sue (1804-1857), Frans schrijver
- Selah Sue (1989), Belgisch singer-songwriter
- Leo Suenens (1904-1996), Belgisch kardinaal
- Jules Suetens (?-?), Belgisch voetballer
- Gaius Suetonius Tranquillus (69/70-140), Romeins biograaf

## Sug
- Mollie Sugden (1922-2009), Brits actrice (mrs. Slocombe)
- Suger van Saint-Denis (1080/1081-1151), Frans geestelijke, architect, geschiedkundige en politicus
- Chiune Sugihara (1901-1986), Japans diplomaat en consul
- Ai Sugiyama (1975), Japans tennisster

## Suh
- Timbul Suhardi (1942-2009), Indonesisch komisch acteur
- Jennifer Suhr (1982), Amerikaans atlete

## Sui
- Sui Baoku (1986), Chinees shorttracker
- Sui Wenjing (1995), Chinees kunstschaatsster
- Adri Suijkerbuijk (1929-2015), Nederlands wielrenner

## Suk
- Davor Šuker (1968), Kroatisch voetballer en sportbestuurder
- Ivan Šuker (1957-2023), Kroatisch econoom en politicus

## Sul
- Manuel Sulaimán (2000), Mexicaans autocoureur
- Mona Sulaiman (1942-2017), Filipijns atlete
- Simon Sulaiman (1972), Nederlands krachtsporter en 'Sterkste Man'
- Jarmila Šuláková (1929-2017), Tsjechisch zangeres en actrice
- Elia Suleiman (1960), Arabisch-Israëlisch filmproducent, -regisseur, -acteur en -scenarioschrijver
- Omar Suleiman (1936-2012), Egyptisch politicus
- Miralem Sulejmani (1988), Servisch voetballer
- Valmir Sulejmani (1996), Duits/Albanees voetballer
- Michel Suleyman (1948), Libanees generaal en president
- Ilirjan Suli (1975), Albanees gewichtheffer
- Martin Šulík (1962), Slowaaks filmregisseur
- Paul-Loup Sulitzer (1946-2025), Frans ondernemer en schrijver
- Linn Jørum Sulland (1984), Noors handbalster
- Margaret Sullavan (1909-1960), Amerikaans actrice
- Arthur Sullivan (1842-1900), Brits componist
- Brad Sullivan (1931-2008), Amerikaans acteur
- Eamon Sullivan (1985), Australisch zwemmer
- Erica Sullivan (2000), Amerikaans zwemster
- Erik Per Sullivan (1991), Amerikaans acteur
- Ira Sullivan (1931-2020), Amerikaans jazzmuzikant
- Joseph Sullivan (1987), Nieuw-Zeelands roeier
- Kyle Sullivan (1988), Amerikaans acteur
- Leon Sullivan (1922-2001), Amerikaans geestelijke en mensenrechtenactivist
- Louis Sullivan (1856-1924), Amerikaans architect
- Marco Sullivan (1980), Amerikaans alpineskiër
- Nicole Sullivan (1970), Amerikaans (voice-over) actrice, filmproducente, scenarioschrijfster en komiek
- Albert Sulon (1938-2020), Belgisch voetballer
- Gérard Sulon (1938-2020), Belgisch voetballer
- John Edward Sulston (1942-2018), Brits bioloog en Nobellaureaat

## Sum
- Yma Súmac (1922-2008), Peruviaans zangeres
- Lepo Sumera (1950-2000), Estisch componist en politicus
- Jemima Sumgong (1984), Keniaans atlete
- Antti Sumiala (1974), Fins voetballer
- Kisara Sumiyoshi (2000), Japans freestyleskiester
- Donna Summer (1948-2012), Amerikaans zangeres, songwriter en artiest
- Lawrence Summers (1954), Amerikaans econoom
- Terri Summers (1976), Nederlands pornoactrice
- Jonathan Summerton (1988), Amerikaans autocoureur
- John Bird Sumner (1780-1862), Engels geestelijke
- Jeremy Sumpter (1989), Amerikaans acteur
- Juan Sumulong (1875-1942), Filipijns politicus
- Lorenzo Sumulong (1905-1997), Filipijns politicus
- Victor Sumulong (1946-2009), Filipijns politicus

## Sun
- Sun Jiaxu (1999), Chinees freestyleskiër
- Sun Jin (1980), Chinees-Hongkongs tafeltennisspeelster
- Sun Weiwei (1985), Chinees atlete
- Sun Yang (1991), Chinees zwemmer
- Takahiro Sunada (1973), Japans atleet
- Kemal Sunal (1944-2000), Turks acteur
- Yuven Sundaramoorthy (2003), Amerikaans-Indiaas autocoureur
- Samak Sundaravej (1935-2009), Thais kok en politicus (o.a. premier)
- Gideon Sundback (1880-1954), Zweeds-Amerikaans zakenman en uitvinder
- Harry Sundberg (1898-1945), Zweeds voetballer
- Peter Sundberg (1976), Zweeds autocoureur
- Maria Sundbom (1975), Zweeds actrice
- Guus Sundermeijer-Rincker (1923-2024), Nederlands kunstschilderes en textielkunstenares
- Kristina Šundov (1986), Kroatisch voetbalster
- Knut Erik Sundquist (1961), Noors musicus
- Daniel Sunjata (1971), Amerikaans acteur
- Toni Šunjić (1988), Bosnisch-Kroatisch voetballer
- Tehmina Sunny (1980), Brits actrice

## Suo
- Kim Suominen (1969-2021), Fins voetballer

## Sup
- Jim Supangkat (1947), Indonesisch beeldhouwer, kunstcriticus en conservator
- Grant Supaphongs (1976), Thais autocoureur
- Franz von Suppé (1819-1895), Oostenrijks componist
- Moreno Suprapto (1982), Indonesisch autocoureur

## Sur

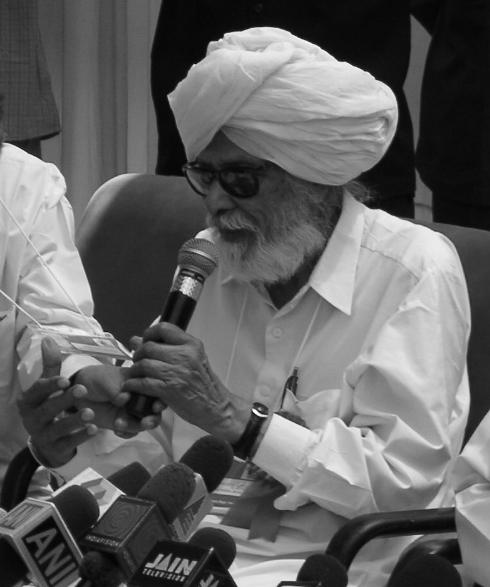
Harkishan Singh Surjeet

- Thao Suranari (1772-1852), Thais heldin
- Eva Šuranová (1946-2016), Tsjecho-Slowaaks atlete
- Dmitry Suranovich (1995), Russisch autocoureur
- Parthiva Sureshwaren (1981), Indiaas autocoureur
- Lalit Suri (1947-2006), Indiaas hotelier en politicus
- Bruny Surin (1967), Canadees atleet
- Mbah Surip (1957-2009), Indonesisch zanger
- Harkishan Singh Surjeet (1916-2008), Indiaas politicus
- Arthur Surmont de Volsberghe (1837-1906), Belgisch politicus
- Charles Surmont de Volsberghe (1798-1840), Belgisch politicus
- John Surtees (1934-2017), Brits auto- en motorcoureur
- Nicolas Surovy (1944), Amerikaans acteur

## Sus
- Susi Susanti (1971), Indonesisch badmintonspeelster
- Viorica Susanu (1975), Roemeens roeister
- Safet Sušić (1955), Joegoslavisch-Bosnisch voetballer en voetbalcoach
- Patrick Süskind (1949), Duits schrijver
- Todd Susman (1947), Amerikaans acteur
- Leonard Susskind (1940), Amerikaans natuurkundige
- Simone Susskind (1947), Belgisch politica
- Kevin Sussman (1970), Amerikaans acteur
- Ivan Šušteršič (1863-1925), Sloveens politicus

## Sut

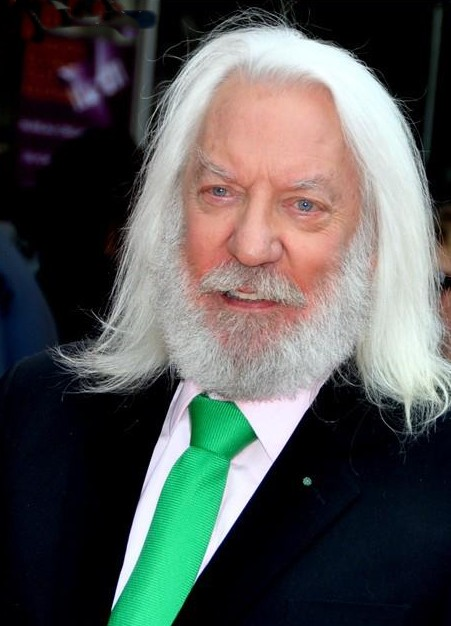
Donald Sutherland, 2012

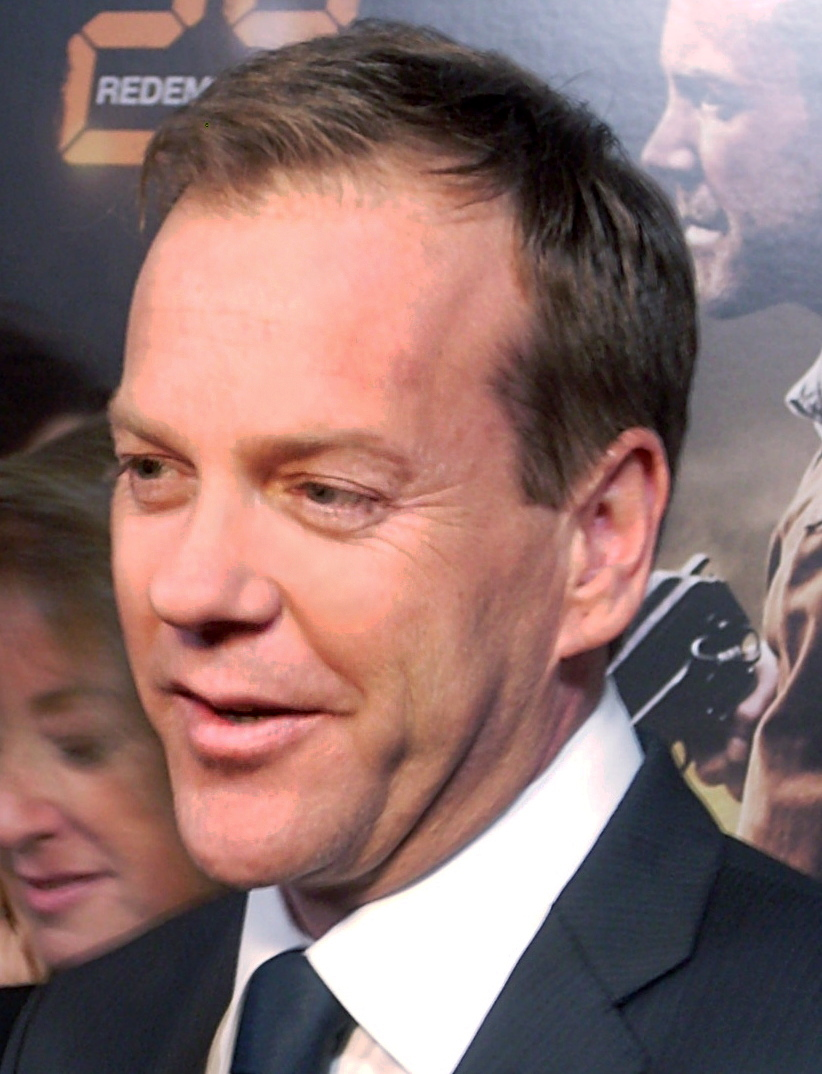
Kiefer Sutherland, 2008

- Andy Sutcliffe (1947), Brits autocoureur
- Peter Sutcliffe (1946-2020), Brits seriemoordenaar, bijgenaamd de Yorkshire Ripper
- Stuart Sutcliffe (1940-1962), Brits popmusicus
- Corinne Suter (1994), Zwitsers alpineskiester
- Fabienne Suter (1985), Zwitsers alpineskiester
- Donald Sutherland (1935-2024), Canadees acteur
- Earl W. Sutherland (1915-1974), Amerikaans farmacoloog, biochemicus en Nobelprijswinnaar
- Ivan E. Sutherland (1938), Amerikaans informaticus
- Joan Sutherland (1926-2010), Australisch operazangeres
- Kiefer Sutherland (1966), Canadees acteur
- Peter Sutherland (1946-2018), Iers advocaat, politicus, Europees commissaris en directeur van Goldman Sachs
- Rossif Sutherland (1978), Canadees acteur
- Adrian Sutil (1983), Duits autocoureur
- Chloe Sutton (1992), Amerikaans zwemster
- Len Sutton (1925-2006), Amerikaans autocoureur
- Abraham Sutzkever (1913-2010), Pools-Israëlisch dichter

## Suu
- Radi Suudi (1957), Palestijns-Nederlands journalist, politicoloog en omroepvoorzitter
- Wim Suurbier (1945-2020), Nederlands voetballer en voetbaltrainer
- Ko Suurhoff (1905-1967), Nederlands politicus
- Jean-Jacques Suurmond (1950), Nederlands columnist, predikant en psychotherapeut

## Suv
- Joseph-Benoît Suvée (1743-1807), Zuid-Nederlands schilder

## Suw
- Toshinari Suwa (1977), Japans atleet
- Nicolette Suwoton (1964), Schotse zangeres

## Suz
- Linda de Suza (1948-2022), Portugees zangeres
- Suzie (1946-2008), Nederlands-Zweeds zangeres en circusartieste
- Helen Suzman (1917-2009), Zuid-Afrikaans politica en anti-apartheidsactiviste
- Akira Suzuki (1930), Japans chemicus en Nobelprijswinnaar
- Isao Suzuki (1933-2022), Japans contrabassist
- Kenichi Suzuki (1967), Japans atleet
- Tatsuki Suzuki (1997), Japans motorcoureur
- Yusuke Suzuki (1988), Japans atleet